# Vallée de la mort (stratégie d'entreprise)
Pour les articles homonymes, voir Vallée de la Mort.
La vallée de la mort est un concept de stratégie d'entreprise qui désigne le laps de temps entre la création d'une innovation par le monde de la recherche académique et celui de sa commercialisation par une entreprise.

## Concept
La vallée de la mort est un moment critique de l'innovation car il est celui où l'investissement se raréfie et où le risque est le plus élevé. Les domaines d'innovation considérés comme les plus risqués sont ceux où les investisseurs craignent que le projet n'aboutisse pas ou qu'il ne soit pas assez rentable. Cela conduit à une élimination de projets qui auraient pu être innovants s'ils avaient reçu suffisamment de financement pendant la phase de vallée de la mort. Le secteur des nanotechnologies dispose d'une vallée de la mort de plus de quinze ans, insoutenable pour la plupart des investisseurs, qui doit donc être comblé par la puissance publique.
L'État peut jouer un rôle important en assurant le financement durant cette phase. L'économiste Mariana Mazzucato met en évidence le rôle déterminant joué par l'État américain dans le développement d'Internet, des technologies nécessaires à la fabrication des smartphones, des microprocesseurs, etc.
Une étude commandée par la Commission européenne montre que si l'Europe est à la pointe de la recherche fondamentale , elle tire peu de gains économiques de sa recherche, contrairement aux États-Unis et à l'Asie de l'Est. Cela est en partie dû à une déficience de financement durant la phase de vallée de la mort. Une étude portant sur les entreprises du secteur de la tech en Amérique du Nord montre que 55 % des startups mourraient avant d'avoir levé 1 million de dollars. Pendant longtemps, l'écosystème de financement français a rendu la vallée de la mort française plus mortelle qu'ailleurs.